# Безрода Анатолій Миколайович
Анато́лій Микола́йович Безро́да — старший лейтенант Збройних сил України, учасник російсько-української війни.

## Короткий життєпис
Народився 1967-го в Лубнах. 1984 року закінчив Лубенську СШ № 2. 1989 року закінчив Полтавське вище зенітно-ракетне училище. Служив у РА — Чехословаччина, командир взводу, згодом у місті Чебаркуль. Після демобілізації з 1992 року працював вчителем допризовної підготовки в Михнівській школі, опісля — охоронцем, слюсарем, таксистом.
В часі війни — доброволець, з серпня 2014-го на фронті. Командир взводу, 93-тя окрема механізована бригада.
12 січня 2015 року під селом Тоненьке при мінометному обстрілі терористами зазнав важких поранень, не сумісних із життям. 13 січня помер у госпіталі.
Похований у Лубнах.

## Нагороди та вшанування
- Указом Президента України № 311/2015 від 4 червня 2015 року, «за особисту мужність і високий професіоналізм, виявлені у захисті державного суверенітету та територіальної цілісності України, вірність військовій присязі», нагороджений орденом Богдана Хмельницького III ступеня (посмертно)[1].
- Рішенням Лубенської міської ради шостого скликання від 20 лютого 2015 року посмертно нагороджений Почесною Відзнакою «За заслуги перед містом Лубни».
- Рішенням 53 сесії Лубенської міської ради шостого скликання від 19 червня 2015 року Анатолія занесено до Книги Пошани Лубенської міської ради.
- Вшановується в меморіальному комплексі «Зала пам'яті», в щоденному ранковому церемоніалі 13 січня[2][3].